# 科罗拉多州议会大厦
科罗拉多州议会大厦，是位于美國科罗拉多州丹佛东科尔法克斯大街200号，为州议会及州长办公室所在地。该建筑让人联想到美国国会大厦. 以利亚E.迈尔斯设计，1894年11月使用，用白色花岗岩建造。独特的黄金圆顶使用真正的金块，用以纪念科罗拉多淘金热。建筑内部采用罕见的玫瑰色大理石。许多窗户使用花窗玻璃，描绘与科罗拉多州历史有关的人物或事件。大厅装饰着每位美国总统的肖像。

## 外部連結
- Colorado General Assembly: Capitol Tours （页面存档备份，存于）
- Colorado State website （页面存档备份，存于）
- Biography of Elijah E. Myers, Colorado State website （页面存档备份，存于）